# Gare de Francfort-Taunusanlage
Pour les articles homonymes, voir Gare de Francfort.
La gare de Francfort-Taunusanlage est une gare ferroviaire allemande de la ligne reliant la gare centrale de Francfort-sur-le-Main à la gare de Francfort-Hauptwache. Elle est établie sur le territoire de la ville de Francfort-sur-le-Main dans le Land de Hesse. C'est une gare souterraine située  dans le quartier Westend-Süd de l'arrondissement Innenstadt II, dans le quartier d'affaires de Francfort. L'accès à la gare se trouve aux pieds des tours jumelles de la Deutsche Bank.

## Situation ferroviaire
La gare souterraine de Francfort-Taunusanlage est située sur la ligne reliant la Gare centrale de Francfort-sur-le-Main à la Hauptwache.

## Histoire
Elle est mise en service en mai 1978, lors de l'ouverture de la ligne.